# Flunitrazolam
Il flunitrazolam è uno psicofarmaco appartenente alla categoria delle triazolobenzodiazepine che è stato venduto online come designer drug ed è un potente farmaco ipnotico e sedativo simile a composti correlati come flunitrazepam, clonazolam e flubromazolam.
È stato identificato per la prima volta e segnalato all'OEDT Early Warning System, da un laboratorio di analisi in Germania nell'ottobre 2016, e non era stato descritto nella letteratura scientifica o brevettuale prima di questo. È l'analogo triazolo del Flunitrazepam (Rohypnol).
L'aggiunta dell'anello triazolico alla struttura aumenta enormemente la potenza, questo è evidente poiché è stato riportato aneddoticamente che il flunitrazolam è attivo con pochi microgrammi.